# Fédor Akimovitch Wolkenstein
Fédor Akimovitch Wolkenstein, né à Kichinev en 1874 et mort à Moscou en 1937, est un juriste et journaliste russe puis soviétique.

## Biographie
Fedor Akimovitch Wolkenstein est le fils du médecin militaire Akim Philippovitch Wolkenstein. Il est le frère de la journaliste féministe Olga Akimovna Wolkenstein. Ce sont des membres de la famille Wolkenstein, famille judéo-allemande originaire de Galicie.
À partir de 1906, il est avocat à Saint-Pétersbourg et membre de la Société littéraire de Saint-Pétersbourg. En 1913, il signe avec 83 avocats une pétition en faveur de Menahem Mendel Beilis, accusé de meurtre lors de l'affaire Beilis. En 1915, il travaille pour le journal Birzhevye Vedomosti. Il est avocat dans de nombreux procès politiques.
En 1917, il est candidat à l'Assemblée constituante panukrainienne de la République populaire ukrainienne dans la circonscription de Kharkov. Au début des années 1920, il vit quelque temps à Krasnodar, publie des ouvrages dans le domaine du droit, du journalisme et de la poésie. Durant l'été 1926, il défend les intérêts de Sofia Tolstoï, troisième femme de Sergueï Essénine dans son procès contre Zinaïda Reich, sa première femme. Il meurt en 1937.

### Famille
Sa première femme est la poétesse Natalia Vasilievna Krandievskaïa avec laquelle il est marié de 1907 à 1914 ; leur fils est le physicien et chimiste Fédor Fédorovitch Wolkenstein (1908-1985).
Sa deuxième épouse est Maria Iossifovna Fudel (1892-1949), la fille aînée de l'archiprêtre Iossif Ivanovitch Fudel (ru), sœur du théologien Sergueï Iossifovitch Fudel (ru).
Ses oncles, les avocats Mikhail Philippovitch (Moisey Fishelevitch ou Falkovitch) Wolkenstein (1859-1934) et Lev Filippovitch (Isaak-Leib Fishelevitch) Wolkenstein (1858-1935) étaient avocats et amis d'Anton Tchekhov

## Publications
- Débat des parties au processus pénal (avec Alexandre Vladimirovitch Bobrichtchev-Pouchkine (ru)), Imprimerie de la société d'imprimerie et d'édition Trud, 1903.
- Comment c'était en Russie sous le Tsar et comment ce sera maintenant : la loi et l'arbitraire, Moscou: Travail et liberté, 1917.
- Gouvernement ouvrier, Luch, 1917.
- Dans les tribunaux pré-révolutionnaires : discours du défenseur, Maison d'édition L. D. Frenkel, 1924, 308 p.